# China Telecom

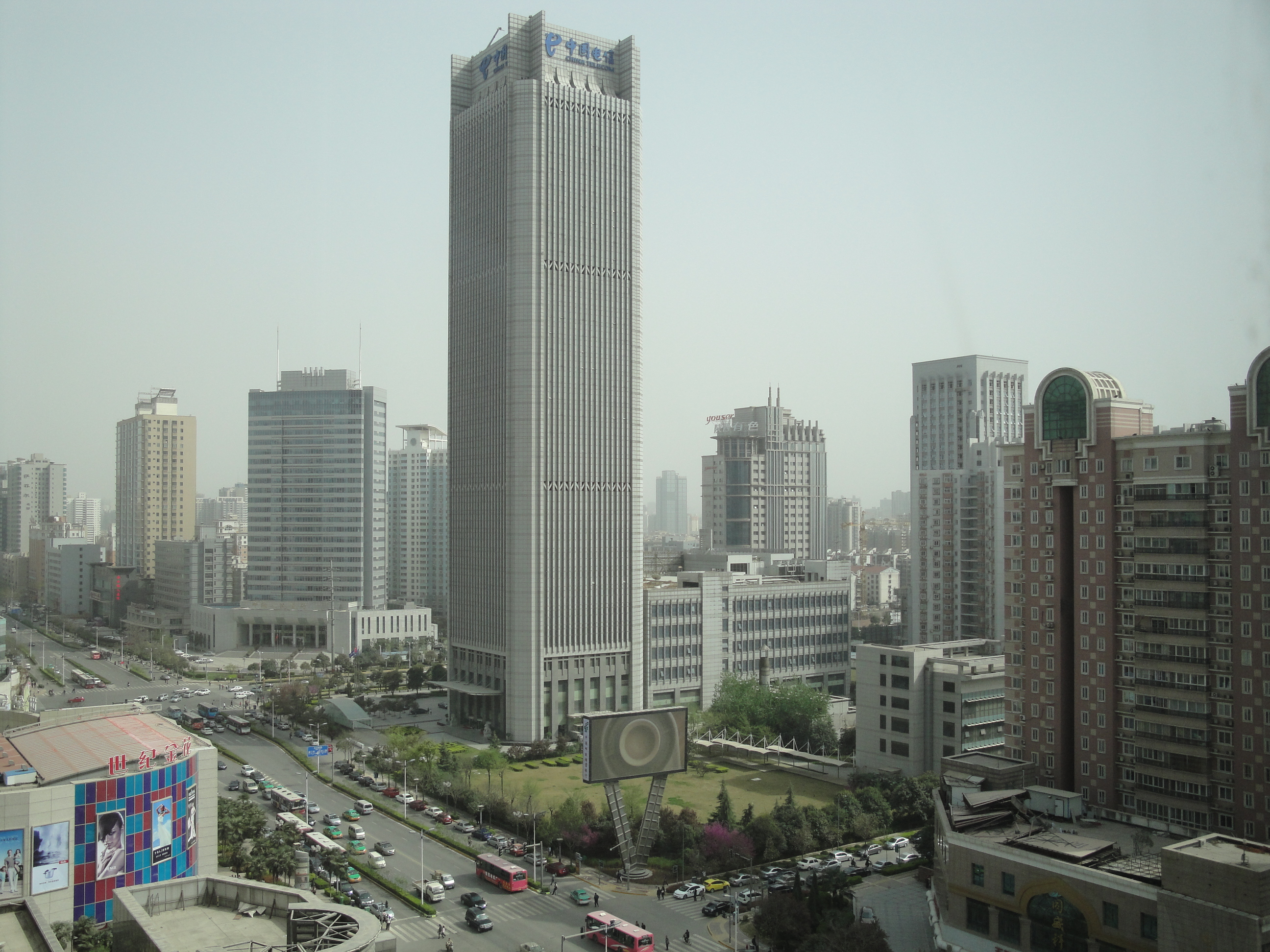
China Telecom, Xi'an, China.

China Telecom (Chunghwa Telecom) es el operador tradicional de telefonía de China. En 1999 la compañía fue dividida por el Ministerio de Industrias de la Información en cuatro operadores con el propósito de introducir competencia y fomentar la construcción de una infraestructura más avanzada.
China Telecom sirve el 67% del mercado de telefonía fija y de datos. Es dueña del 80% de la red de fibra óptica.   La mayoría de los competidores ofrecen servicios sobre la infraestructura de fibra de China Telecom. 
En 2001 vendió el 30% de sus acciones al público para obtener capital para la financiación de su expansión.
- Datos: Q24834296